# Appimandoum
Appimandoum  è una città e sottoprefettura della Costa d'Avorio appartenente al dipartimento di Bondoukou. Conta una popolazione di 6 800 abitanti (censimento 2014).